# Сосна западная
Сосна западная или сосна эспаньольская (лат. Pinus occidentalis), (исп. pino criollo)  — вид хвойных деревьев рода Сосна. Вид близок к сосне кубинской.

## Распространение и экология
Эндемик острова Гаити, где растёт преимущественно в горных лесах на высоте от 800 м и выше. Изредка встречается и в низинных местностях. 

## Ботаническое описание
Вечнозелёное дерево высотой от 15 м до 30 м.
Хвоя тёмно-зелёная, в пучках по 3, 4, 5 игл, длиной 11-20 см.
Шишки продолговатые, блестяще-коричневые. Длина шишек 5-8 см. Семена длиной 4-5 мм, с крылом 15 мм.